# Матушевас Василіюс Леонтійович
Васи́ліюс Лео́нтійович Матуше́вас (іноді Василь Матушевас; лит. Vasilijus Matuševas; 18 жовтня 1945, Жагаріне, Ігналінський район, Литовська РСР — 1 жовтня 1989, Вільнюс) — литовський та український радянський волейболіст, гравець збірної СРСР (1968—1969). Олімпійський чемпіон 1968, Мехіко. Нападник. Майстер спорту СРСР міжнародного класу (1968).

## Життєпис
Виступав за команди: «Динамо» (Вільнюс), у 1966—1973 — «Буревісник» (Харків), у 1973—1974 — «Локомотив» (Харків).
У збірній СРСР в офіційних змаганнях виступав у 1968—1969 роках. В її складі став олімпійським чемпіоном (1968), бронзовим призером Кубка світу (НДР, 1969).